# لوله‌ماهی دروغین
لوله‌ماهی دروغین (نام علمی: Solenostomidae) نام یک تیره از راسته سوزن‌ماهی‌سانان است.